# Marcin Wnorowski
Marcin Wnorowski herbu Kościesza – miecznik brzeskokujawski w latach 1658–1680, sędzia grodzki kowalski.
W 1674 roku był elektorem Jana III Sobieskiego z województwa inowrocławskiego.